# Matrimonio alla francese
Matrimonio alla francese è un film del 1965 diretto da Denys de La Patellière, tratto dal romanzo Qui m'emporte di Bernard Clavel.

## Trama
Léandre Brassac, anziano veterinario col vizio dell'alcol, vive con sua moglie Marie in una splendida dimora nei pressi di Nantes, dove si occupa di cavalli e si circonda di cani smarriti. Famoso per il suo carattere originale e violento, una notte torna a casa con Simone Leboucher, una prostituta. Con il consenso della moglie, Brassac accoglie la ragazza in casa sua come se fosse sua figlia. Marcel, protettore di Simone, scoperto che Bressac intento togliere la ragazza dalla strada e riportarla sulla retta via si ribella, ma Brassac gli farà cambiare presto idea.
Nel frattempo la gente sparge la voce che nella dimora di Brassac Simone continua a praticare il suo mestiere di prostituta e i gendarmi intervengono per verificare la cosa. Furioso per le accuse mosse, l'uomo si rivolge al suo amico d'infanzia Bricard, divenuto ministro, il quale lo rassicura che provvederà lui stesso a impedire la proliferazione di simili calunnie.
Tornato da Parigi Brassac invita a cena fuori la moglie. Nel frattempo si scatena un temporale e i cavalli di Brassac si imbizzarriscono. Simone, spaventata, chiede aiuto a Roger, un vicino, con il quale poi intraprende una relazione segreta. La donna infatti teme che se Brassac dovesse sapere della loro storia potrebbe andare su tutte le furie. Quando però Simone scopre di essere incinta, Roger decide di sposarla e va a chiederne la mano proprio a Brassac, il quale appreso che Simone aspetta un bambino esulta di gioia perché diventerà nonno.

## Distribuzione
Il film uscì in Francia l'8 settembre 1965, in Germania Ovest il 12 novembre, e in Italia il 20 novembre.

## Accoglienza
In Francia il film si classificò al settimo posto dei film più popolare del 1965, dopo Colpo grosso ma non troppo, Agente 007 - Missione Goldfinger, Agente 007 - Thunderball (Operazione tuono), Tre gendarmi a New York, Mary Poppins e Fantomas minaccia il mondo.